# Diplosphaerina
Diplosphaerina es un género de foraminífero bentónico de la subfamilia Archaesphaerinae, de la familia Archaesphaeridae, de la superfamilia Parathuramminoidea, del suborden Fusulinina y del orden Fusulinida. Su especie tipo es Diplosphaera inaequalis. Su rango cronoestratigráfico abarca desde el Eifeliense (Devónico medio) hasta el Tournaisiense (Carbonífero inferior).

## Discusión
Clasificaciones más recientes incluyen Diplosphaerina en la superfamilia Caligelloidea, del suborden Earlandiina, del orden Earlandiida, de la subclase Afusulinana y de la clase Fusulinata.

## Clasificación
Diplosphaerina incluye a las siguientes especies:
- Diplosphaerina dzhagadzurensis †
- Diplosphaerina elongata †
- Diplosphaerina inaequalis †
- Diplosphaerina insignia †
- Diplosphaerina involuta †
- Diplosphaerina isphairamensis †
- Diplosphaerina lamproderma †
- Diplosphaerina varians †

Otra especie considerada en Diplosphaerina es:
- Diplosphaerina denticulata †, de posición genérica incierta